# الکتروفورز ژل
الکتروفورز ژل (انگلیسی: Gel electrophoresis) روشی برای جداسازی و تجزیه و تحلیل ماکرومولکول‌ها (دی‌ان‌ای،  آران‌ای و پروتئین‌ها) و قطعات آن‌ها با توجه به اندازه و بار آن‌ها است. در شیمی بالینی برای جداسازی پروتئین‌ها توسط بار یا اندازه استفاده می‌شود و در زیست‌شیمی و زیست‌شناسی مولکولی برای جدا کردن جمعیت ترکیبی از قطعات دی‌ان‌ای و آران‌ای نسبت به طول، همچنین برای برآورد اندازهٔ قطعات دی‌ان‌ای و آران‌ای یا جدا کردن پروتئین‌ها با بار استفاده می‌شود.
مولکول‌های اسید نوکلئیک با استفاده از یک میدان الکتریکی از هم جدا می‌شوند تا بتوانند مولکول‌های با بار منفی را از طریق ماتریکس آگارز یا سایر مواد منتقل کنند. مولکول‌های کوتاه‌تر سریع‌تر حرکت می‌کنند و دورتر از سلول‌های طولانی‌تر مهاجرت می‌کنند زیرا مولکول‌های کوتاه‌تر با سهولت بیشتری در منافذ ژل حرکت می‌کنند. این پدیده غربال نامیده می‌شود.همچنین تکنیک ژل الکتروفورز می‌تواند به منظور جداسازی نانوذرات مورد استفاده قرار بگیرد.
از جمله کاربردهایی که ژل‌ها در هنگام الکتروفورز بر عهده دارند، مهار نمودن کنوکسیون دمایی ایجاد شده در اثر میدان الکتریکی، غربالگری و نیز ایجاد تأخیر در حرکت مولکول‌ها است. ژل الکتروفورز دی‌ان‌ای معمولاً به منظور تجزیه و تحلیل پس از تکثیر دی‌ان‌ای با استفاده از تکنیک واکنش زنجیره‌ای پلیمراز (PCR) به کار می‌رود، اما ممکن است به عنوان یک تکنیک جهت آماده‌سازی برای تکنیک‌های دیگر مانند اسپکترومتری جرمی، چندریختی طول قطعه بریده‌شده (RFLP)، واکنش زنجیره‌ای پلیمراز (PCR)، کلون‌سازی، توالی‌یابی دی‌ان‌ای یا ساترن بلاتینگ مورد استفاده قرار بگیرد.